# Tamshing
Klasztor Tamshing Goemba (Tamshing Lhendup Chholing, Tamzhing Lhündrup, Świątynia Dobrej Nowiny), dzongkha: གཏམ་ཞིང་ ་ཁང་།, Wylie: gtam zhing lhun grub chos gling – klasztor buddyjski, najważniejszy w Bhutanie ośrodek Ningma, szkoły buddyzmu tantrycznego. Znajduje się w dystrykcie Bumtʽang w środkowym Bhutanie.
Założony w 1501 r. przez Pema Lingpa, który miał zbudować klasztor samodzielnie, podczas gdy dakinie wykonały większość rzeźb. Na wewnętrznych ścianach przetrwały malowidła, których autorstwo przypisuje się Pemie Lingpie. Wejście do klasztoru prowadzi przez dziedziniec, otoczony przez kwatery minichów. Główna sala zebrań (lhakhang) mieści kaplicę, w której znajdują się trzy trony dla trzech inkarnacji (ciała, umysłu i mowy) Pemy Lingpy. W głównej świątyni znajdują się 3 posągi (Guru Rinpocze, Majtreja i Śakjamuni), rzekomo wykonane przez dakinie. Klasztor zdobi około sto tysięcy malowanych wizerunków Śakjamuniego.